# Somogyicum flórajárás
A Somogyicum a Praeilliricum flóravidék (Dél-Dunántúl) középső flórajárása. Északi, természetes határa a Balaton, a déli pedig a Drávamenti-síkság déli pereme; a sík nagyobbik része Horvátország területe. Keleten a flóravidék Kaposense és Sopianicum flórajárásával, nyugaton (Zalakaros környékén) a Saladiense flórajárással határos.

## Tájegységei
- a Belső-Somogyi-dombság,
- a Zselic,
- a Marcali-hát,
- a Drávamenti-síkság Gyékényestől Barcsig,
- a berkek (fonyódi Nagy-Berek, darányi Nagyberek, Baláta-tó), valamint
- a Kis-Balaton.

## Természeti viszonyai
Felszíne erősen tagolt, földtani felépítése változatos.
A két láp és a Dráva ártere síkság, a közöttük elterülő dombvidéket a jégkorszakban kialakult szélbarázdákat követő, észak-déli futású völgyek tagolják.
A Belső-Somogyi-dombság felszínét savanyú homok borítja. Ezt a homoktáblát az ugyancsak észak-déli csapású, de lösszel borított dombsor, a Marcali-hát osztja két részre. A Zselic dombjait is lösz fedi.
A Dráva, a Kapos és a Koppány, valamint mellékvizeik árterei fiatal, kavicsos és homokos folyóvízi hordalékkal borított öntésterületek.

## Éghajlata
Éghajlata a Kaposense flórajárásénál kevésbé kontinentális, a Sopianicum flórajárásénál kevésbé szubmediterrán, a Saladiense flórajárásénál kevésbé szubatlanti.

## Jellemző növénytársulásai és növényei

### Zselic
A viszonylag sok csapadék miatt a Zselic nagy része a szubmontán bükkös övbe tartozik, ezért a bükkösök nagy területet borítanak. Jellemző erdőtársulása az ezüst hársas–bükkös (Vicio oroboidi–Fagetum).
A gyertyános-tölgyesek és a bükkösök növényzetében egyaránt sok a szubmediterrán elem:
- kisvirágú hunyor (Helleborus dumetorum),
- zalai bükköny (Vicia oroboides),
- tarka lednek (Lathyrus venetus),
- aremónia (Aremonia agrimonioides),
- ezüst hárs (Tilia tomentosa),
- szúrós csodabogyó (Ruscus aculeatus),
- lónyelvű csodabogyó (Ruscus hypoglossum),
- díszes vesepáfrány (Polystichum setiferum),
- pirítógyökér (Tamus communis).

### Belső-Somogy
Belső-Somogy homokvidékének jellemző erdőtípusa a ciklámenes gyertyános-tölgyes (Fraxino pannonicae–Carpinetum). Bükkösök csak a tájegység nyugati részén, többnyire csak töredékes állományokban nőnek. Kisebb kocsányos–cseres tölgyesek (Asphodelo-Quercetum cerris) a szárazabb dombhátakon fordulnak elő. Kivételesen ritka erdőtársulása a homoki bükkös (Leucojo verni-Fagetum). A dombok között folyó patakokat égerligetek és tölgy–kőris–szil ligetek kísérik, a pangó vizes mélyedésekben fűz- és égerlápok foltjait találjuk.
A legszárazabb homokhátakon eredetileg savanyú homokpuszta-gyepek nőttek, jellemzően a magyar csenkeszes–ezüstperjés (Festuco dominii-Corynephoretum). Ezeket a telepített fenyvesek jórészt kiszorították.
- A cseres-tölgyesekben és a homoki bükkösökben nő:
  - királyné gyertyája (genyőte, Asphodelus albus);

- a homoki gyertyános-tölgyesekben és bükkösökben:
  - szúrós csodabogyó (Ruscus aculeatus),
  - pirítógyökér (Tamus communis),
  - ezüst hárs (Tilia tomentosa),
  - keleti zergevirág (Doronicum orientale) – Bélavárnál,
  - erdei ciklámen (Cyclamen purpurascens);

- a mészkerülő homoki gyepeken:
  - ezüstperje (Corynephorus canescens),
  - kék csillag (Jasione montana).

### A berkek
A Baláta-tó
- tőzegmohás ingólápjának (Sphagno-Alnetum) jellemző növényei:
  - tőzegeper (Comarum palustre),
  - vidrafű (Menyanthes trifoliata),
  - aldrovanda (Aldrovanda vesiculosa)
  - szíves levelű hídőr (Caldesia parnassifolia);

- az átmeneti lápokban egyebek között:
  - lápi békabuzogány (Caldesia parnassifolia),
  - vidrafű (Menyanthes trifoliata) és
  - aldrovanda (Aldrovanda vesiculosa) nő.

A fonyódi Nagy-Berek jellemző növénytársulása a télisásos (telelősásos, Cladietum marisci). Ennek jellemző növényei:
- - téli sás (telelősás, Cladium mariscus)
  - vízi hídőr (Alismasa plantago-aquatica)

A valamennyi berekre jellemző társulások közül
- az égerligetekben nő:
  - borostás sás (Carex strigosa);

- a fűz- és égerlápokban:
  - tőzegeper (Comarum palustre),
  - lápi csalán (Urtica kioviensis),
  - királyharaszt (Osmunda regalis) – Daránynál;

- az átmeneti lápokban:
  - lápi gázló (Hydrocotile vulgaris),
  - tóalma (Ludwigia palustris),
  - aldrovanda (Aldrovanda vesiculosa) Böhönyénél;

### Marcali-hát
Erdei növényzete az ugyancsak lösszel borított Zselicére emlékeztet, de lényegesen kevesebb benne a szubmediterrán elem.

### Drávamenti-síkság somogyi része
A Dráva árterét fiatal hordalék (kavics, homok) borítja. Flórája a Baranyához tartozó Dráva-sík növényzetére emlékeztet, bár egyes szubmontán elemek itt valamivel gyakoribbak.
- A csigolya bokorfüzesekben nő:
  - csermelyciprus (Myricaria germanica) – Zákánynál,
  - parti fűz (Salix elaeagnos) – Zákánynál;

- a mandulalevelű bokorfüzesekben:
  - hegyi csipkeharaszt (Selaginella helvetica) – Zákánynál;

- a fekete nyárligetekben:
  - parti fűz (Salix elaeagnos) – Zákánynál;

- az égerligetekben:
  - kockás liliom (Fritillaria meleagris) – Gyékényesnél,
  - tavaszi tőzike (Leucojum vernum) – Gyékényesnél,
  - hamvas éger (Alnus incana) – Bélavárnál;

- a tölgy–kőris–szil ligetekben:
  - borostás sás (Carex strigosa);

- a gyertyános-tölgyesekben:
  - bókoló gyűrűvirág (Carpesium cernuum) – Babócsa mellett,
  - fürtös gyűrűvirág (Carpesium abrotanoides);

- a fűz- és égerlápokban:
  - vidrafű (Menyanthes trifoliata) – Csurgónál,
  - nádi boglárka (Ranunculus lingua) – Csurgónál.